# Brigade de protection des mineurs
Pour les articles homonymes, voir BPM et Brigade des mineurs.
La brigade de protection des mineurs (BPM ou les Mineurs) est l'une des brigades centrales de la Direction de la Police Judiciaire (DPJ-PP ex direction régionale de la police judiciaire) de la préfecture de police de Paris. Son rôle est d'enquêter sur les infractions dont sont victimes les mineurs (viols, agressions sexuelles, mauvais traitements, violences, proxénétisme, pédophilie...).
Anciennement domiciliée au 12 quai de Gesvres, elle est située aujourd'hui au « Bastion », le nouveau siège de la police judiciaire parisienne, situé 36 rue du Bastion, dans le 17e arrondissement de Paris. Elle compte près de 100 fonctionnaires.
Son emblème, une louve veillant sur un enfant, a été dessiné par le dessinateur Tignous.

## Histoire
À la suite d'une délibération du conseil municipal de Paris du 28 décembre 1934, sont créés au sein de la Police municipale parisienne deux postes d’assistante auxiliaire de Police. Ces dernières sont chargées de la surveillance de la voie publique et sont recrutées parmi les assistantes sociales diplômées d’État.
Le nombre de ces assistantes est porté à vingt à la suite d'un arrêté du Préfet de Police de mars 1942, et elles sont placées sous l’autorité de la direction de la Police judiciaire. Elles deviennent ainsi une section de la brigade mondaine, ayant pour mission de mener les enquêtes en lien avec les mineurs en danger moral.
En 1943, cette section devient une brigade autonome portant le nom de brigade de protection des mineurs.

## Organisation
La brigade est composée de deux sections, elles-mêmes divisées en plusieurs groupes d'enquêteurs spécialisés.
- Section intra-familiale
  - Trois groupes d'enquête traitant des affaires intra-familiales et institutionnelles, où l'identité de l'auteur de l'infraction est connue dès le début de l'enquête
  - Groupe des disparitions inquiétantes

- Section extra-familiale
  - Trois groupes opérationnels d'enquêtes chargés des affaires « contre X », où l'identité de l'auteur de l'infraction n'est pas connu au début de l'enquête
  - Groupe de lutte contre la traite des êtres humains, s'occupant notamment des réseaux où des mineurs sont exploités pour commettre des vols
  - Groupe Internet, traitant des infractions en lien avec la cybercriminalité
  - Groupe de lutte contre le proxénétisme des mineurs
  - Un groupe de permanence de jour ("le flag") et un autre de nuit, s'occupant des affaires en flagrant délit.

## Dans la culture populaire

### Télévision
- 1977: Brigade des mineurs, série télévisée (1977-1979)
- 2002: Brigade des mineurs série télévisée de M6.
- 2013: Léo Matteï, Brigade des mineurs série télévisée  TF1

### Cinéma
- 2011: Polisse, film français